# Suburra

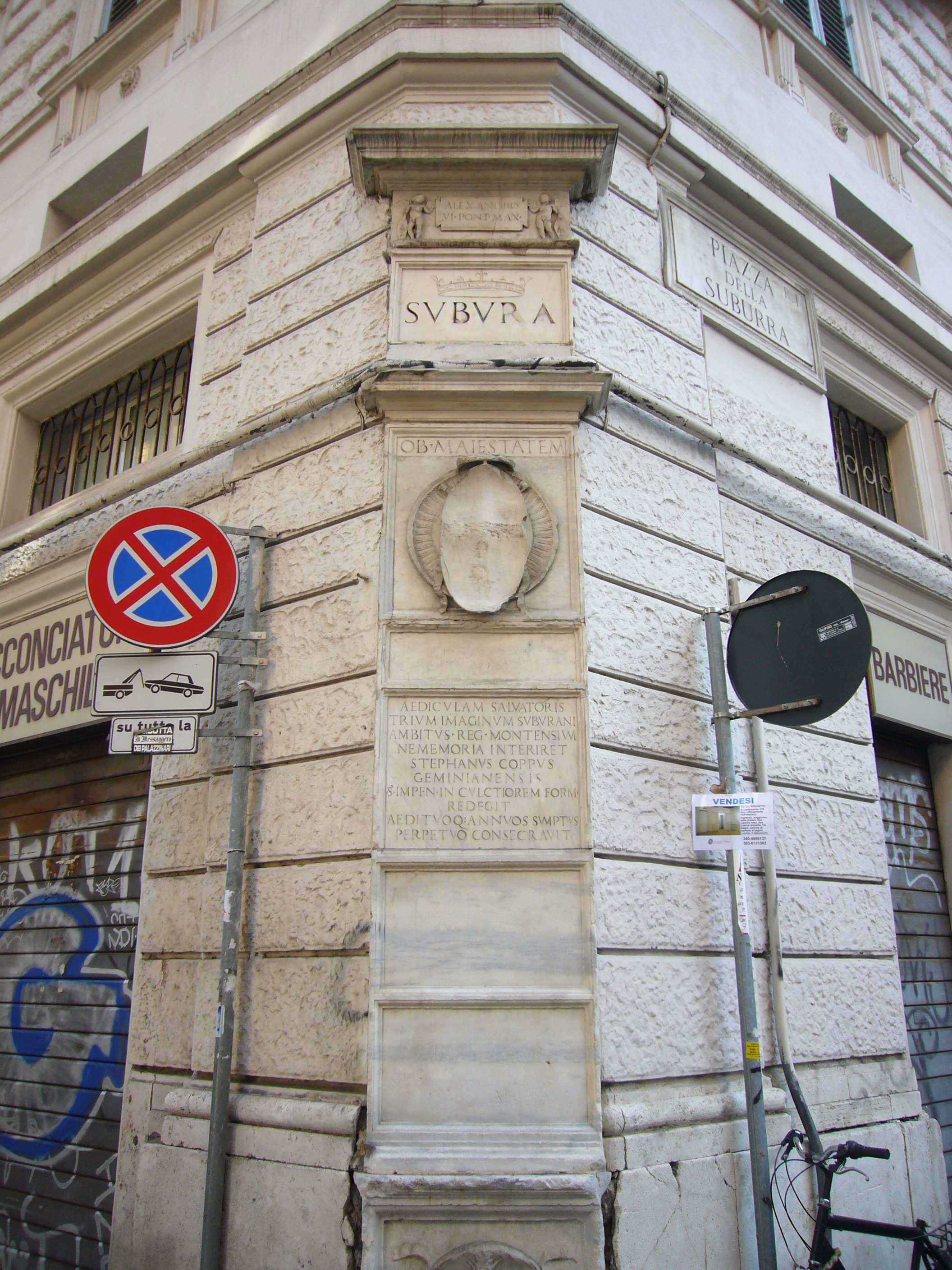
Inskription vid Piazza della Suburra som minner om den rivna kyrkan San Salvatore delle Tre Immagini.

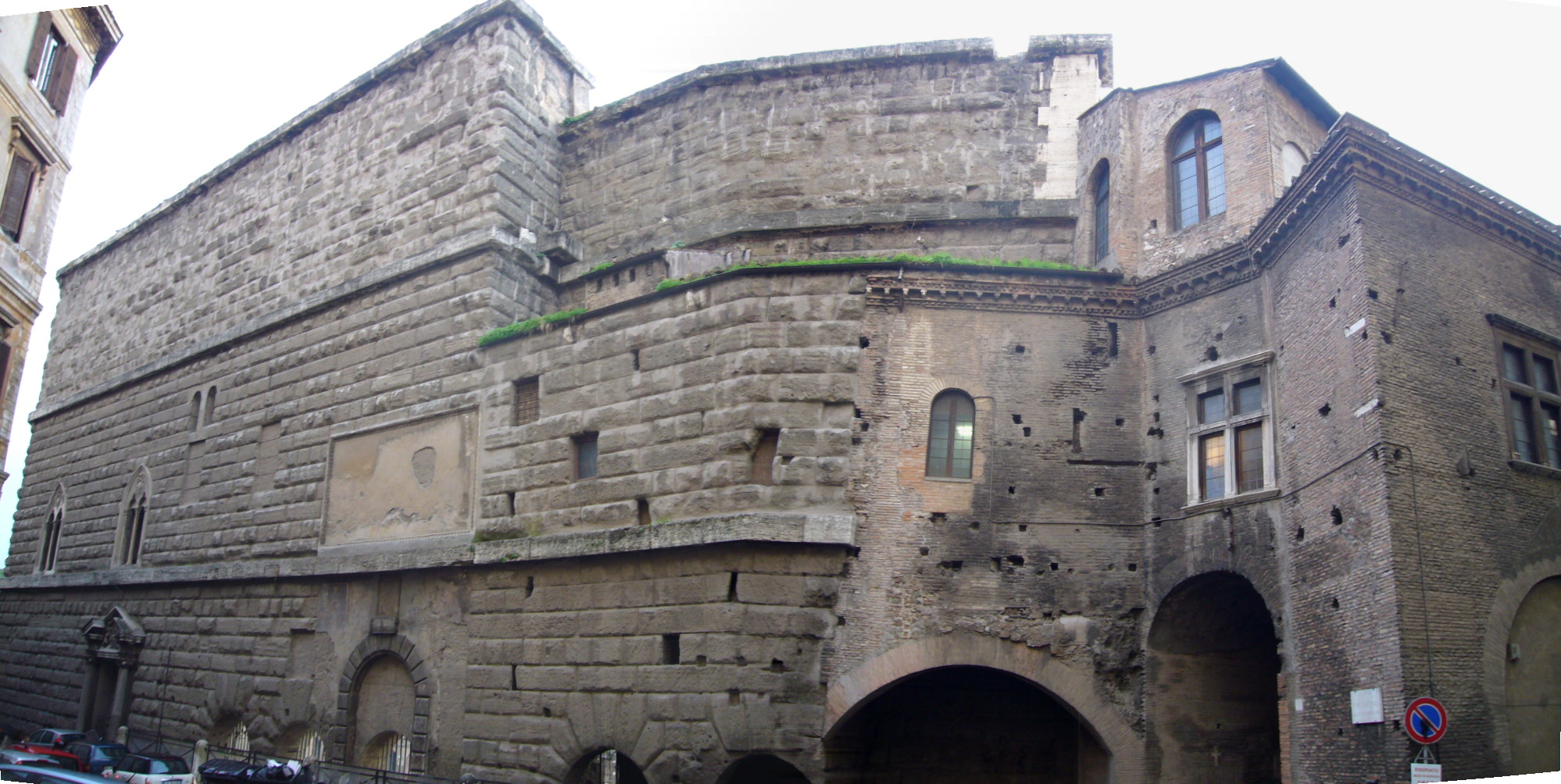
Resterna av den mur som skiljde Subura från de kejserliga fora.

Suburra, även Subura, är en låglänt stadsdel i Rom mellan kullarna Esquilinen, Viminalen och Quirinalen. Under antiken och medeltiden var den livlig, larmande och illa beryktad för sitt slödder.
Centrum i Subura var gatan Argiletum, som mynnade vid Curian på Forum Romanum. Dess sträckning motsvaras av de nuvarande Via Madonna dei Monti och Via Leonina.
Den unge Caesar växte upp i Suburra.